# Francesco Talenti
Francesco Talenti, italijanski arhitekt in kipar, * 1300, † 1369.
1. ↑  Gran Enciclopèdia Catalana — Grup Enciclopèdia, 1968.